# Трыстеник (село)
Трыстеник (болг. Тръстеник) — село в Болгарии. Находится в Русенской области, входит в общину Иваново. Население составляет 1 354 человека.

## Политическая ситуация
В местном кметстве Трыстеник, в состав которого входит Трыстеник, должность кмета (старосты) исполняет Валентин Иванов Великов (Национальное движение «Симеон Второй» (НДСВ)) по результатам выборов правления кметства.
Кмет (мэр) общины Иваново — Данка Йорданова Матеева (коалиция партий: Земледельческий народный союз (ЗНС), Болгарская социал-демократия (БСД)) по результатам выборов.